# Лісне (Михайловський сільський округ)
Лісне́ (каз. Лесное) — село у складі Карабалицького району Костанайської області Казахстану. Входить до складу Михайловського сільського округу.
Населення — 124 особи (2021; 277 у 2009, 393 у 1999, 499 у 1989).